# Willamette Shore Trolley

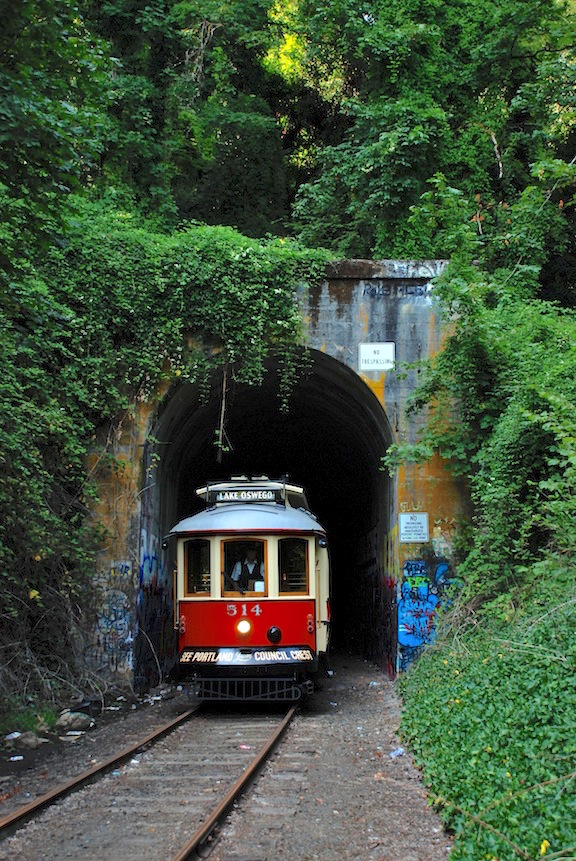
Den södra mynningen av den 400 meter långa Elk Rock Tunnel, 2014

Willamette Shore Trolley är en amerikansk museispårväg mellan Portland och Lake Oswego i Oregon. Trafiken upprätthålls av den 1957 bildade ideella föreningen Oregon Electric Railway Historical Society, som också driver spårvägsmuseet Oregon Electric Railway Museum.
Den banvall som nu används av Willamette Shore Trolley anlades i mitten av 1880-talet som "Portland and Willamette Valley Railway", som började med passagerartrafik med ånglokomotivdragna tåg 1887. Denna gav Oswego en järnvägslinje till Portland, vilken ersatte båttransport och dåtidens dåliga vägar. 
Linjen köptes av Southern Pacific Company, som konverterade banan till normalspår och elektrifierade den 1914. Detta ledde till ett högsta passagerarantal 1920, då 64 pendeltåg gick varje dag mellan städerna. Passagerartrafiken lades ned 1929, men godstrafik fortsatte till 1983.
År 1984 lämnade Southern Pacific banvallstillståndet ("right-of-way"), varefter berörda kommuner i området bildade ett kommunförbund för att överta linjen och bevara en "right-of-way" där för framtida kollektivtrafik. För kommunernas räkning träffade Portlands stad 1987 ett hyresavtal med Southern Pacific. Det ingick också en köpoption, vilken inlöstes året därpå av kommunförbundet. 
Willamette Shore Trolley är nio kilometer lång och går längs västra stranden av Willamette River. Trafik har bedrivits på permanent basis av Oregon Electric Railway Historical Society från 1995 till 2010, då den enda använda spårvagnen gick sönder. Trafik återupptogs på hela linjen 2017.
Ändhållplatsen i Lake Oswego ligger i centrum vid State Street. Ändhållplatsen i Portland har sedan 2003 legat vid korsningen Southwest Bancroft Street och Moody Avenue i den nya stadsdelen South Waterfront. Den ligger ett kvarter söder om ändhållplatsen för Portlands spårväg vid korsningen Southwest Lowell Street/Moody Avenue.

## Bildgalleri

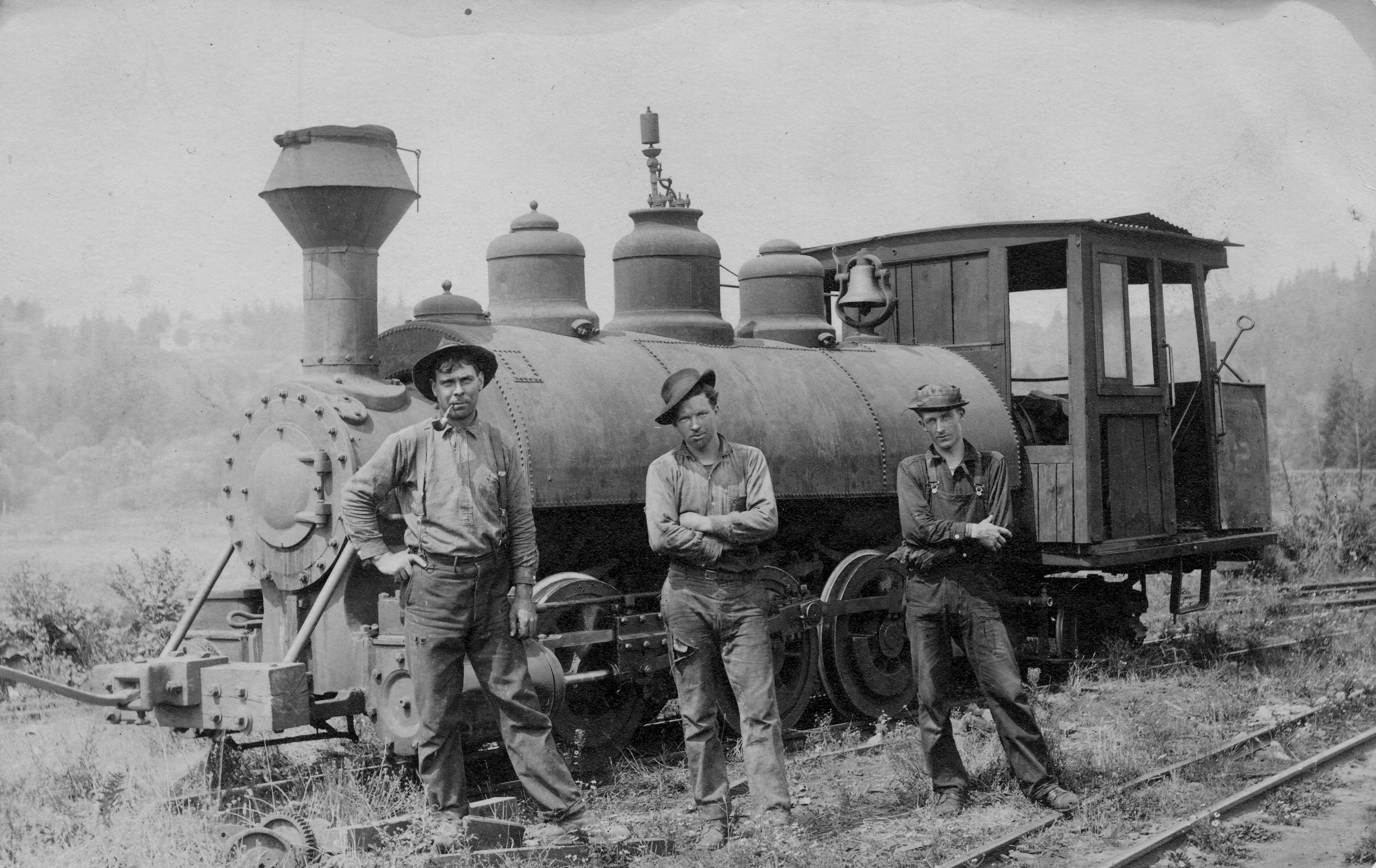
Ett smalspårslokomotiv vid Lake Oswego, omkring 1900
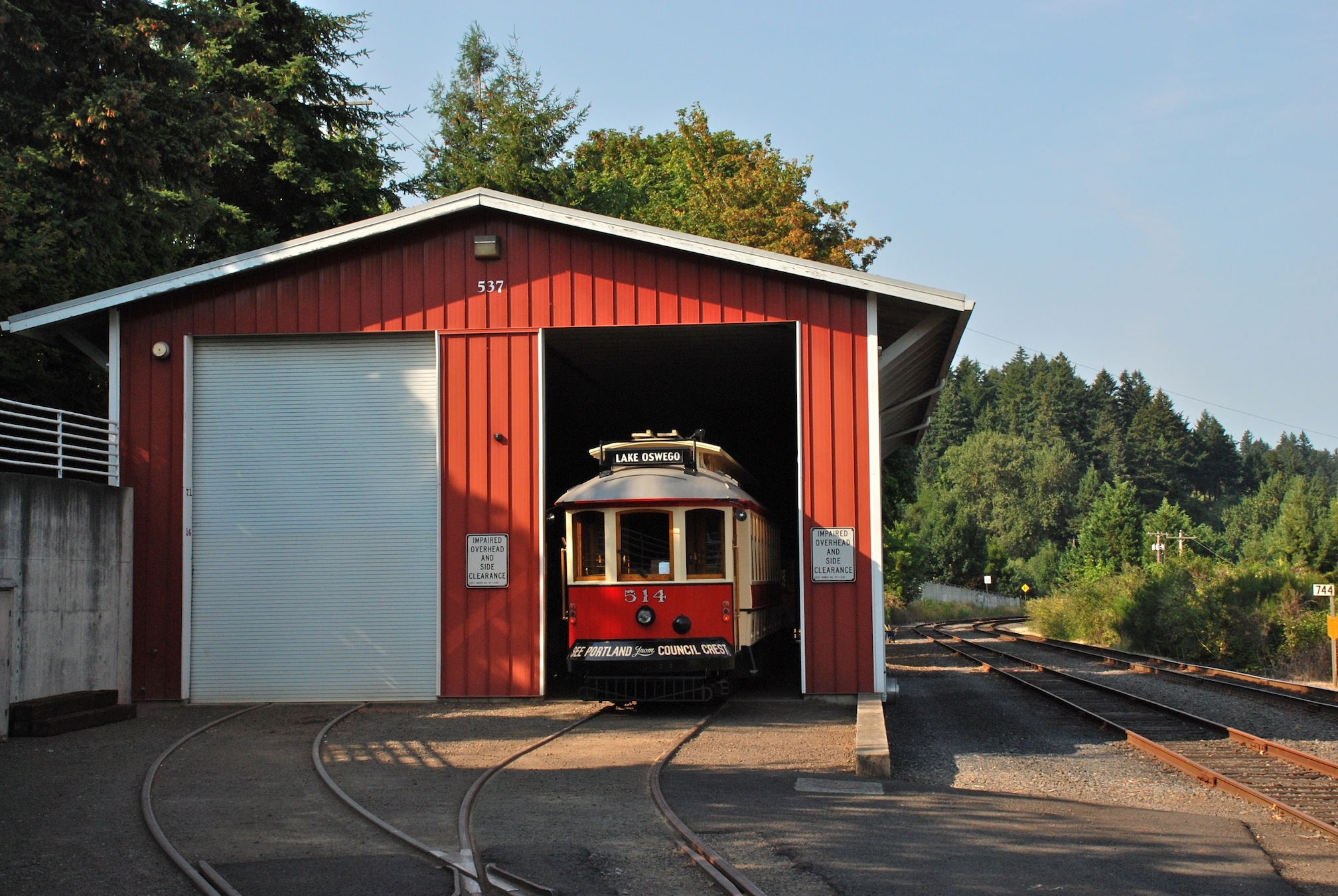
Spårvagnshallen med spårvagn nr 514
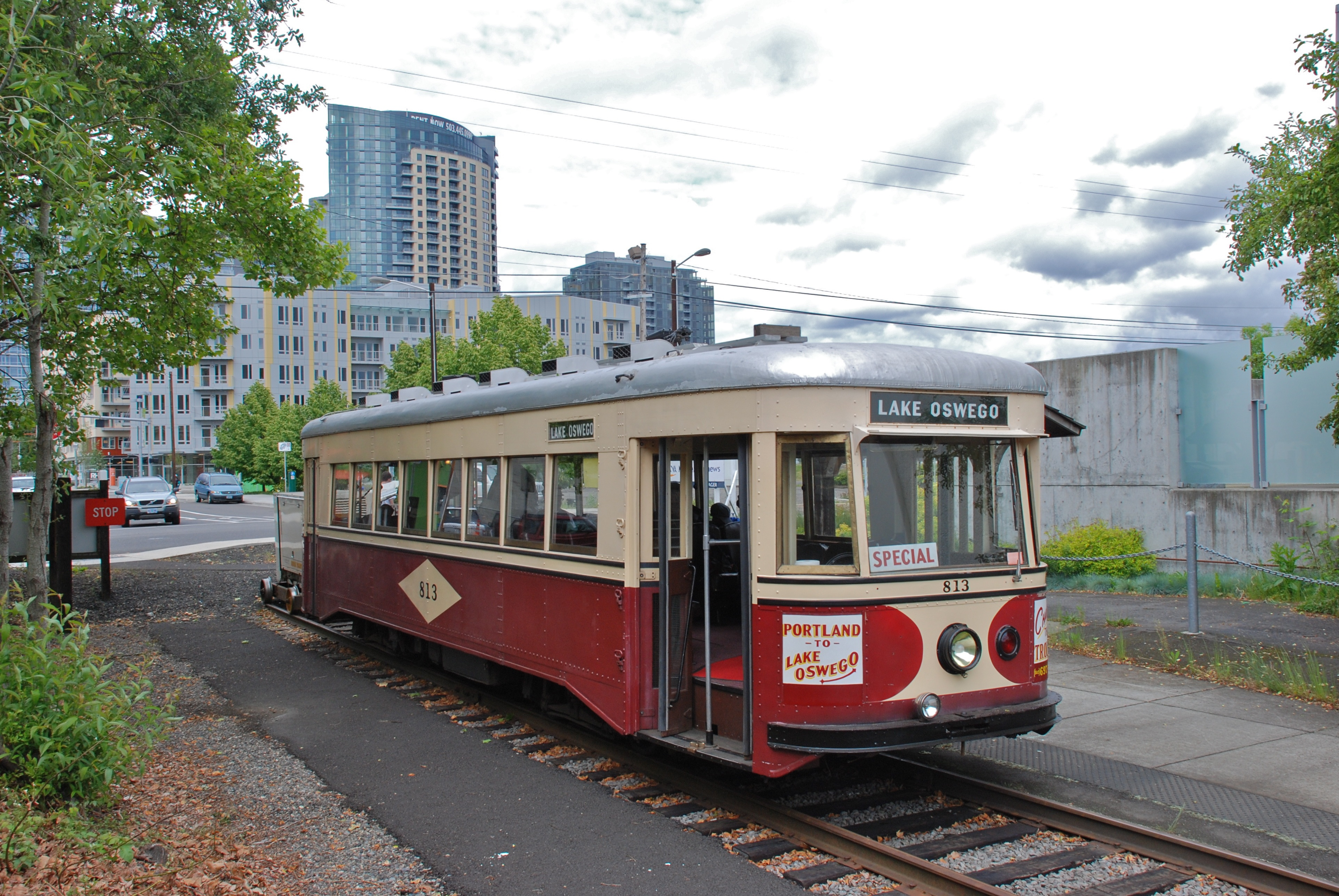
Portland Traction Company nr 813, tillverkad 1932 av 1932 J.G. Brill Company, användes 1996–2010. Fotot är taget vid Bancroft Street-terminalen i Portlands stadsdel South Waterfront.
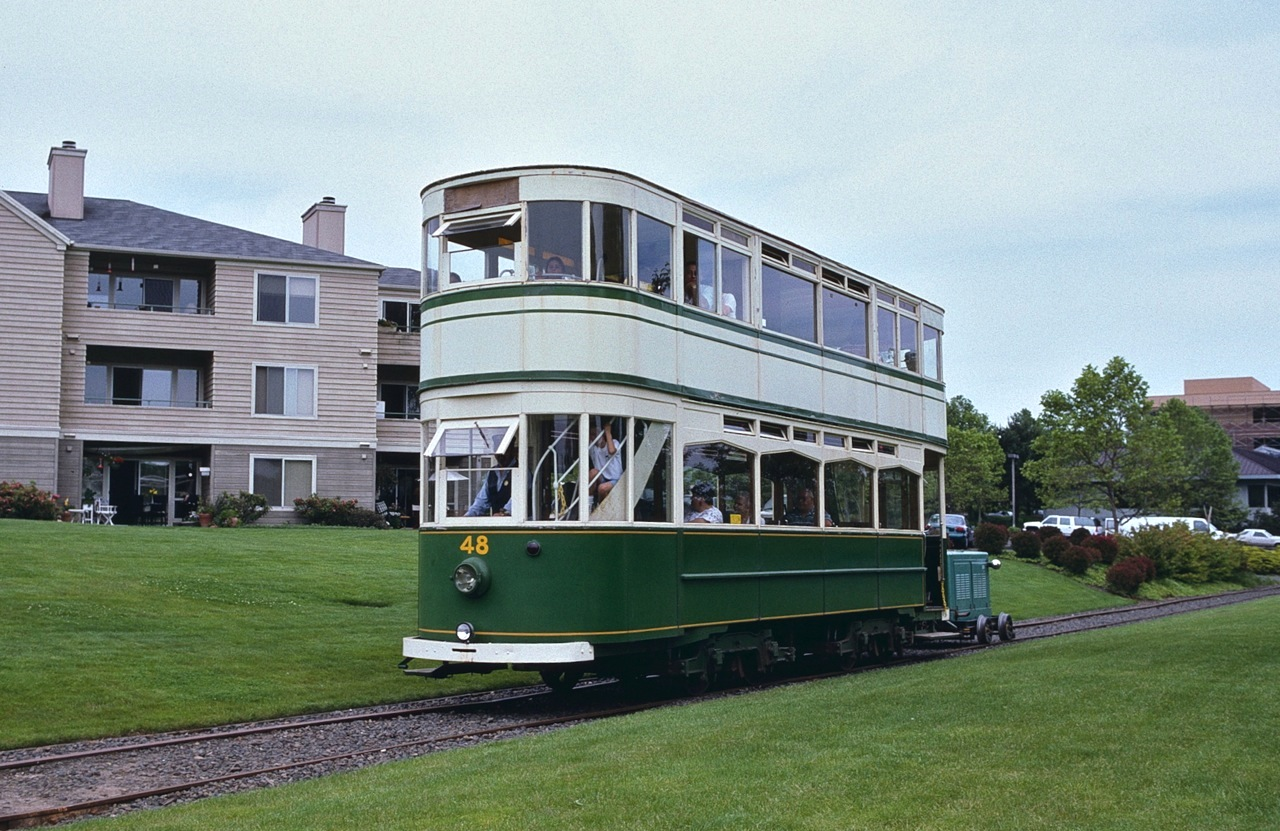
Blackpool Tramway nr 48 från Oregon Electric Railway Museum, en dubbeldäckare, tillverkad 1927, som gick på Willamette Shore Trolley 1987 samt 1995–2003.
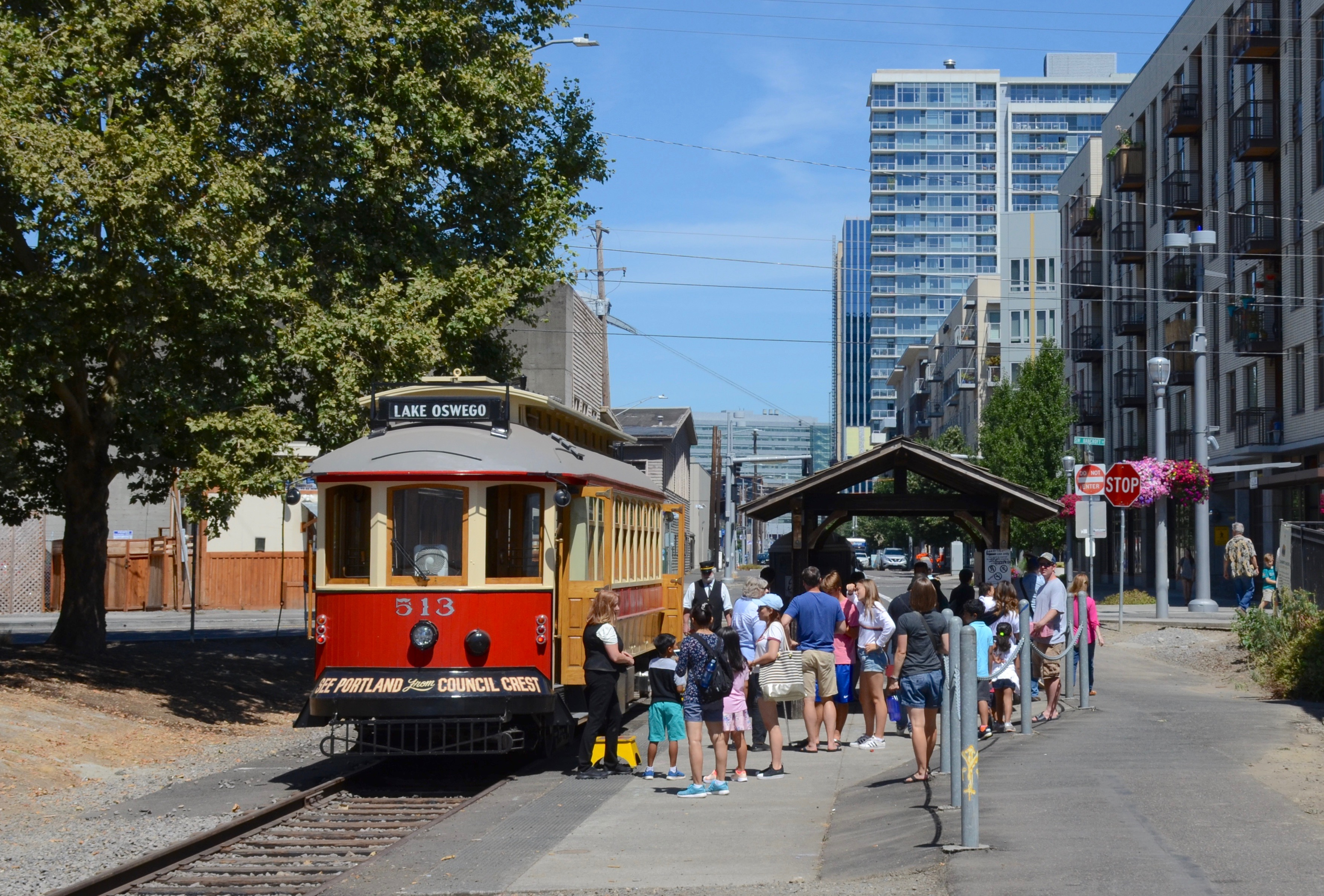
Spårvagn nr 513 vid ändhållplatsen Bancroft Street i Portland